# Norton Fitzwarren
Norton Fitzwarren is een civil parish in het bestuurlijke gebied Somerset West and Taunton, in het Engelse graafschap Somerset met 3046 inwoners.